# Černíkovický rybník
Černíkovický rybník o rozloze vodní plochy 19,7 ha se nalézá na okraji lesa na potoce Chobot asi 0,5 km severně  od centra obce Černíkovice v okrese Rychnov nad Kněžnou. Rybník je využíván pro chov ryb.
Na hrázi rybníka začíná cyklostezka č. 4352 vedoucí do obce Libel.
Vlastní rybník je evidován jako významný krajinný prvek.

## Galerie

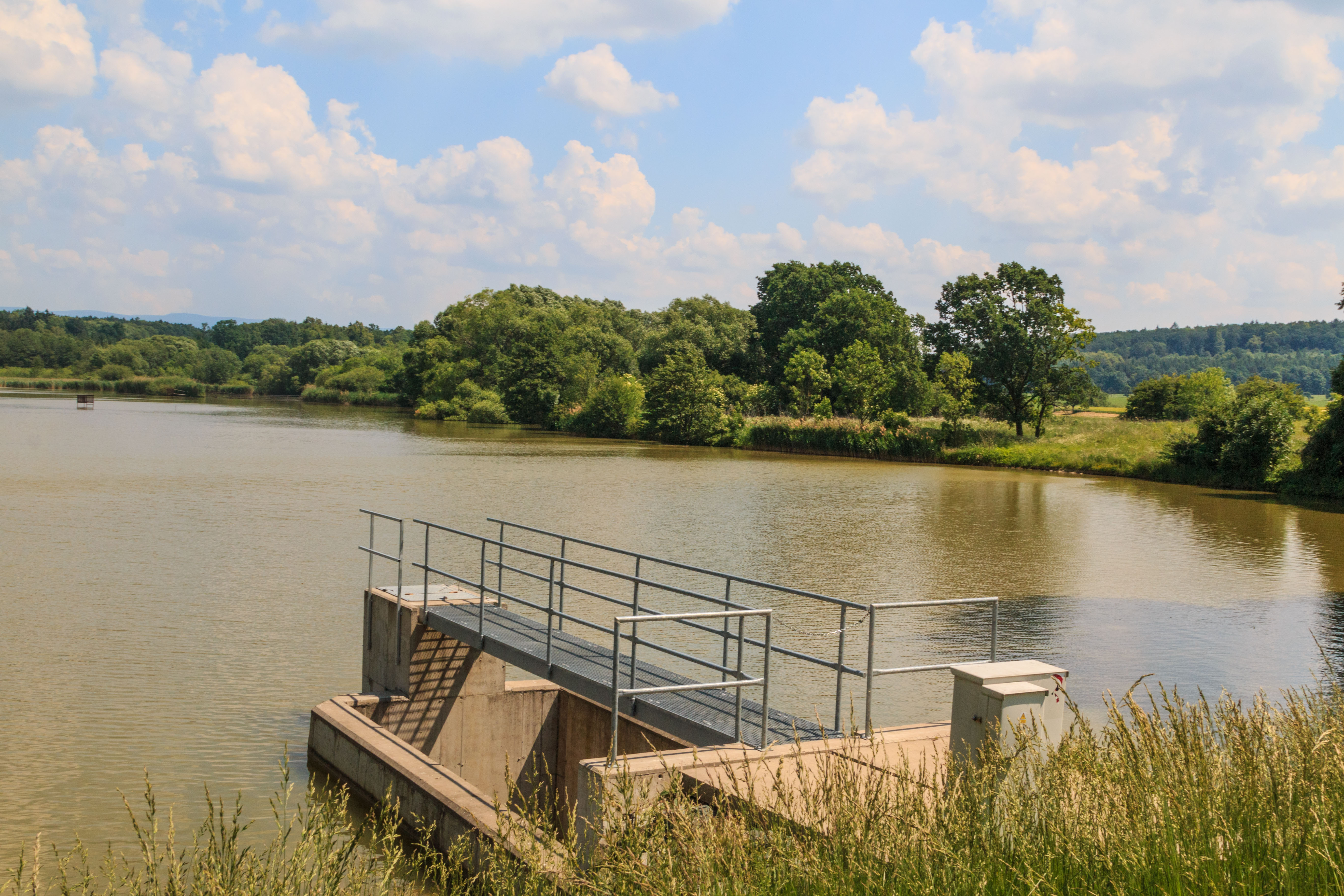
pohled na Černíkovický rybník
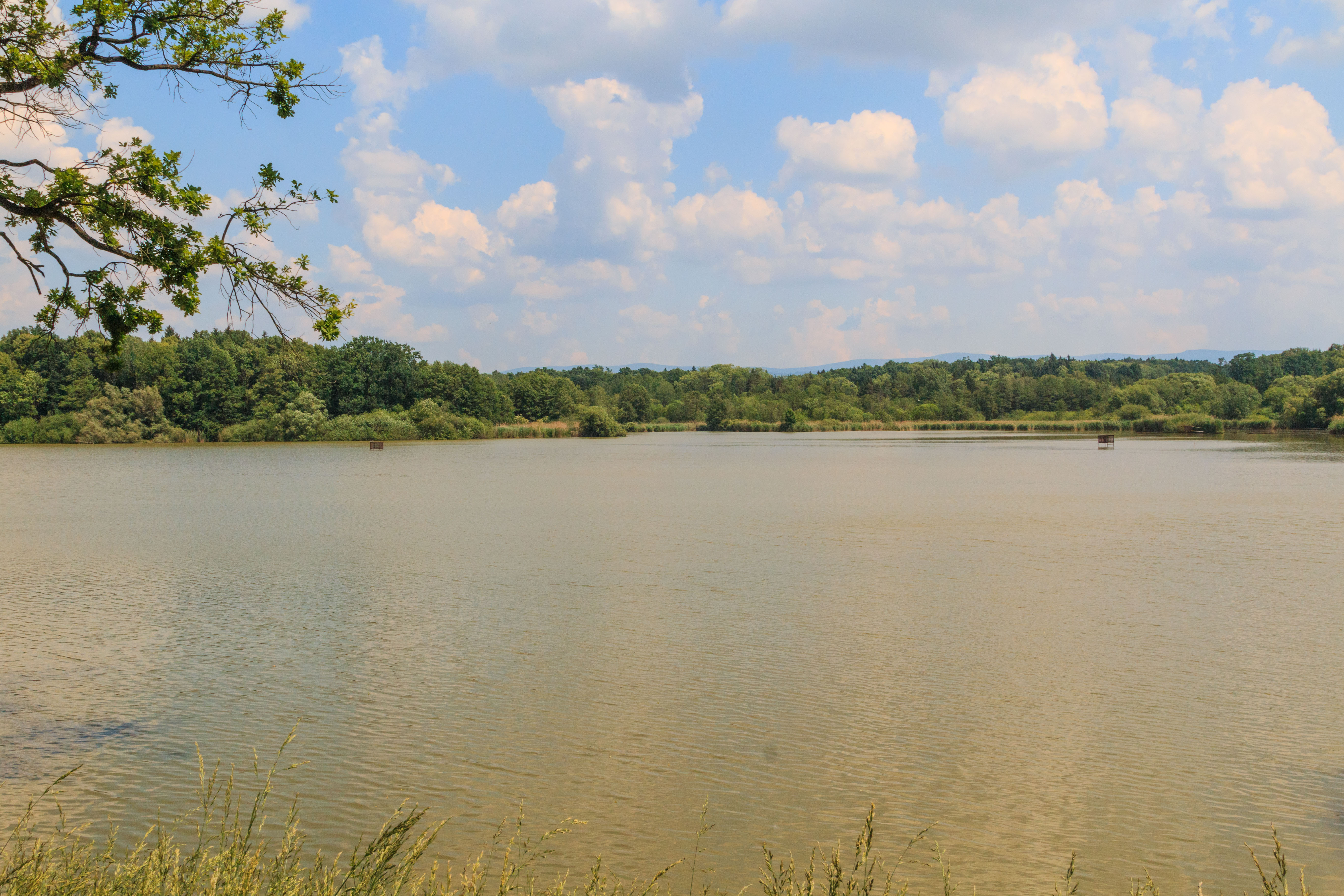
pohled na Černíkovický rybník
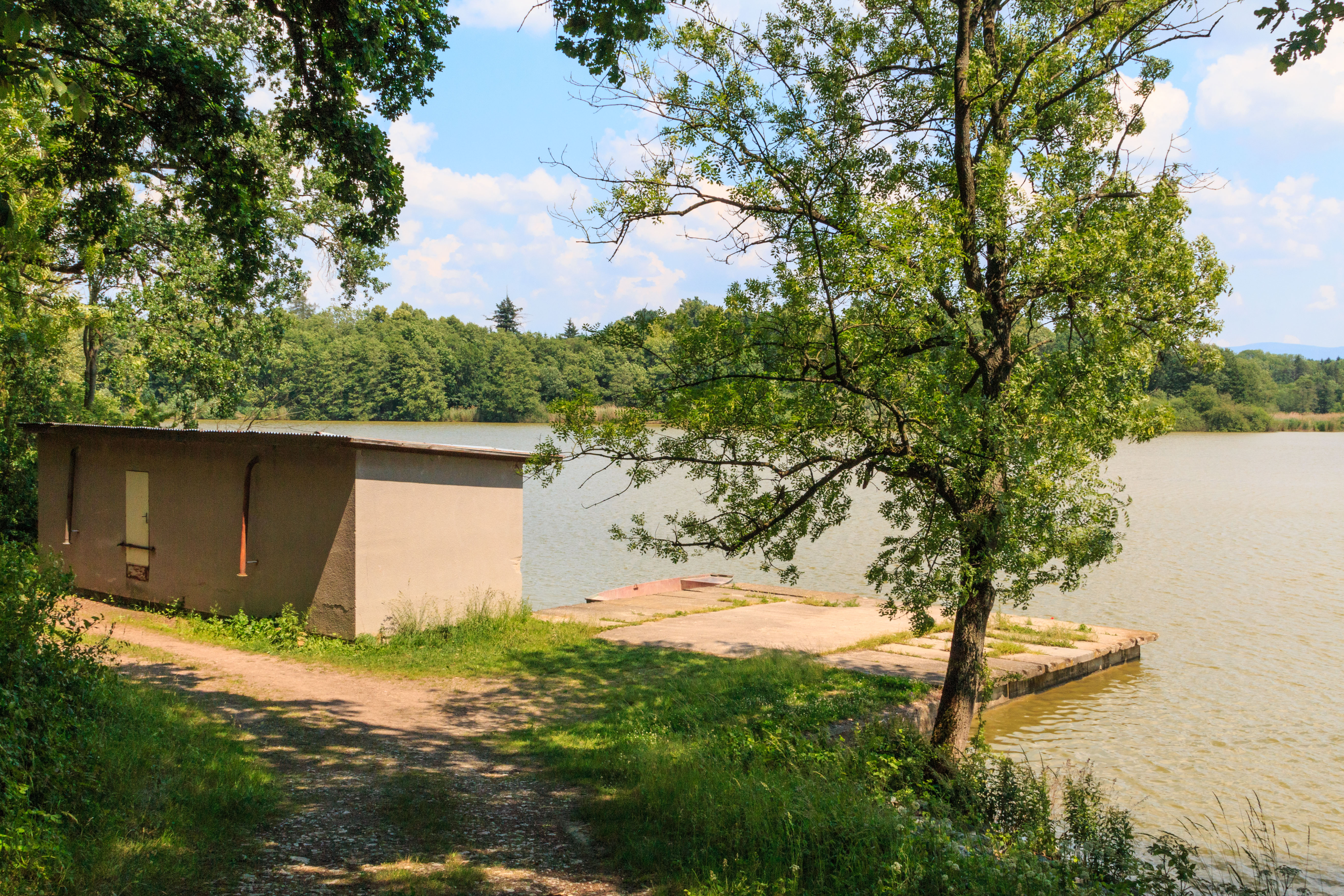
pohled na Černíkovický rybník
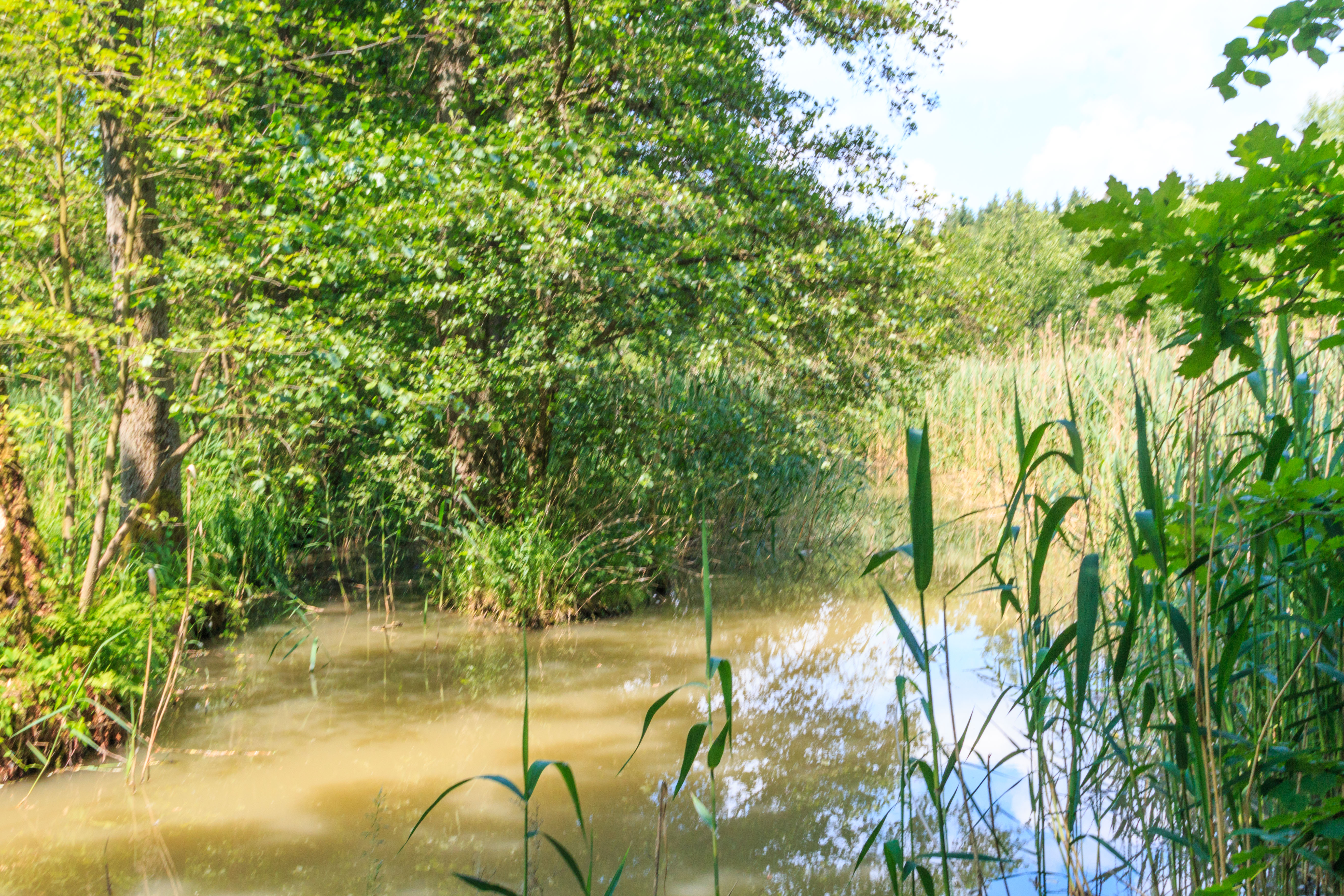
pohled na Černíkovický rybník